# Unione Sportiva Centese 1943-1944
Questa voce raccoglie le informazioni riguardanti  l'Unione Sportiva Centese nelle competizioni ufficiali della stagione 1943-1944.

## Rosa
| N. |                   | Ruolo | Calciatore           |
| -- | ----------------- | ----- | -------------------- |
|    | Italia (bandiera) | C     | Edmondo Ansaloni     |
|    | Italia (bandiera) |       | Arrigo Atti (I)      |
|    | Italia (bandiera) | C     | Giuseppe Atti (II)   |
|    | Italia (bandiera) | D     | Nardino Barbieri (I) |
|    | Italia (bandiera) | C     | Renzo Barbieri (II)  |
|    | Italia (bandiera) | A     | Ennio Bergonzini (I) |
|    | Italia (bandiera) | D     | Mario Bertelli       |
|    | Italia (bandiera) |       | Corticelli           |
|    | Italia (bandiera) | D     | Antonio Ferioli      |
|    | Italia (bandiera) |       | Mauro Franceschelli  |

| N. |                   | Ruolo | Calciatore       |
| -- | ----------------- | ----- | ---------------- |
|    | Italia (bandiera) | C     | Fernando Lomi    |
|    | Italia (bandiera) | A     | Giuseppe Pavan   |
|    | Italia (bandiera) | A     | Carlo Ravizzoli  |
|    | Italia (bandiera) | P     | Matteo Regazzi   |
|    | Italia (bandiera) | A     | Walter Sternieri |
|    | Italia (bandiera) | C     | Nerio Tassinari  |
|    | Italia (bandiera) |       | Gastone Toselli  |
|    | Italia (bandiera) | A     | Edmondo Vitali   |
|    | Italia (bandiera) | P     | Ettore Zini      |

## Statistiche

### Statistiche dei giocatori
| Giocatore        | Divisione Nazionale | Divisione Nazionale | Totale   | Totale |
| Giocatore        | Presenze            | Reti                | Presenze | Reti   |
| ---------------- | ------------------- | ------------------- | -------- | ------ |
| E. Ansaloni      | 5                   | 1                   | 5        | 1      |
| A. Atti          | 4                   | 1                   | 4        | 1      |
| G. Atti          | 3                   | 0                   | 3        | 0      |
| N. Barbieri      | 7                   | 0                   | 7        | 0      |
| R. Barbieri      | 8                   | 0                   | 8        | 0      |
| E. Bergonzini    | 2                   | 0                   | 2        | 0      |
| M. Bertelli      | 1                   | 0                   | 1        | 0      |
| Corticelli       | 6                   | 2                   | 6        | 2      |
| A. Ferioli       | 8                   | 0                   | 8        | 0      |
| M. Franceschelli | 2                   | 0                   | 2        | 0      |
| F. Lomi          | 4                   | 0                   | 4        | 0      |
| G. Pavan         | 7                   | 4                   | 7        | 4      |
| C. Ravizzoli     | 8                   | 1                   | 8        | 1      |
| M. Regazzi       | 2                   | -?                  | 2        | -?     |
| W. Sternieri     | 2                   | 1                   | 2        | 1      |
| N. Tassinari     | 6                   | 1                   | 6        | 1      |
| G. Toselli       | 1                   | 0                   | 1        | 0      |
| E. Vitali        | 6                   | 0                   | 6        | 0      |
| E. Zini          | 6                   | -?                  | 6        | -?     |